# Kuatsu
Kuatsu o kappo (活法) es una metodología de primeros auxilios y reanimación encontrada en las artes marciales japonesas, encontrada principalmente en el judo y en ciertas escuelas de jujutsu. La palabra kappo es una contracción de katsu (reanimación) y ho (método).
El kuatsu contiene técnicas para reanimar a un artista marcial que ha sido estrangulado hasta la inconsciencia, para reducir el dolor de un golpe a la entrepierna, para destensar un músculo contraído, para detener una hemorragia nasal, y otras lesiones comunes del entrenamiento. Este sistema utiliza tanto masajes cardiopulmonares y manipulación manual de las arterias y los músculos como presión en puntos acupunturales. Es perfectamente compatible con los primeros auxilios modernos, y algunos de sus principios y métodos son virtualmente idénticos, lo que facilita la ayuda médica en caso de necesidad. Actualmente existen por lo menos una docena de métodos de kuatsu (sasoi-katsu, eri-katsu, tanden-katsu, so-katsu, jirizo-katsu, kogan-katsu, inno-katsu, dekishi-katsu, suishi-katsu y ishi-katsu).
Aunque la enseñanza del kappo no está tan extendida como otros aspectos del judo, es tradición en muchos dojos que todos los judokas que reciban el cinturón negro o shodan aprenden estas técnicas. A veces, a esto le sigue una sesión donde cada judoca debe estrangular de manera controlada a un compañero y ser estrangulado a su vez por otro, a fin de que todos los judokas de la promoción practiquen el sistema de reanimación. En otras escuelas esto se enseña no a los nuevos cinturones negros, sino a los nuevos instructores certificados.
Una de las primeras referencias históricas de la práctica del kappo como parte del jujutsu es recogida por Armand Cherpillod en su autobiografía en 1938. Durante de un encuentro entre el jujutsuka Sadakazu Uyenishi y un luchador ruso llamado Klemsky, el segundo de ellos cayó noqueado por una estrangulación de su oponente, y Uyenishi procedió a realizar kappo para reanimarle.

El público creyó que Klemsky había muerto. Aullaron con ira y desaprobación hacia Yanichi [Uyenishi]. Éste último, triunfante, parecía insensible a las demostraciones de hostilidad del público. Fue a sentarse en el banquillo, al lado de su compatriota, a la manera de los costureros en su trabajo, cruzando las piernas debajo de sí. Y mientras los espectadores redoblaban sus gritos, nuestros dos japoneses iniciaron una animada conversación e incluso rieron juntos, contemplando a la víctima, la cual no daba ningún signo de vida. De pronto, uno de ellos se levantó, como empujado por un resorte, y se aproximó a Klemsky. Se inclinó sobre el cuerpo del ruso y aplicó alguna clase de vibración o masaje al área cardíaca, lo cual reanimó a la víctima gradualmente. Entonces, para el gran asombro de la audiencia que ahora se encontraba conteniendo la respiración, Klemsky abrió los ojos y preguntó dónde estaba. Esto se asemejó a magia y, todavía más que antes, el Jiu-Jitsu quedó perfilado como una misteriosa forma de lucha. Cuando alguien preguntó a Klemsky por su impresión del evento, respondió que mientras perdía la consciencia había oído un sonido de campanas.

## Sitios web
- The Judo Choke: Resuscitation Techniques (Kappo) FightingArts.com
- The art of Kappo, reference area of Martial Edge

- Datos: Q1139621